# Patara gausapata
Patara gausapata är en insektsart som beskrevs av Ronald Gordon Fennah 1952. Patara gausapata ingår i släktet Patara och familjen Derbidae. Inga underarter finns listade i Catalogue of Life.